# Chicharrón en salsa

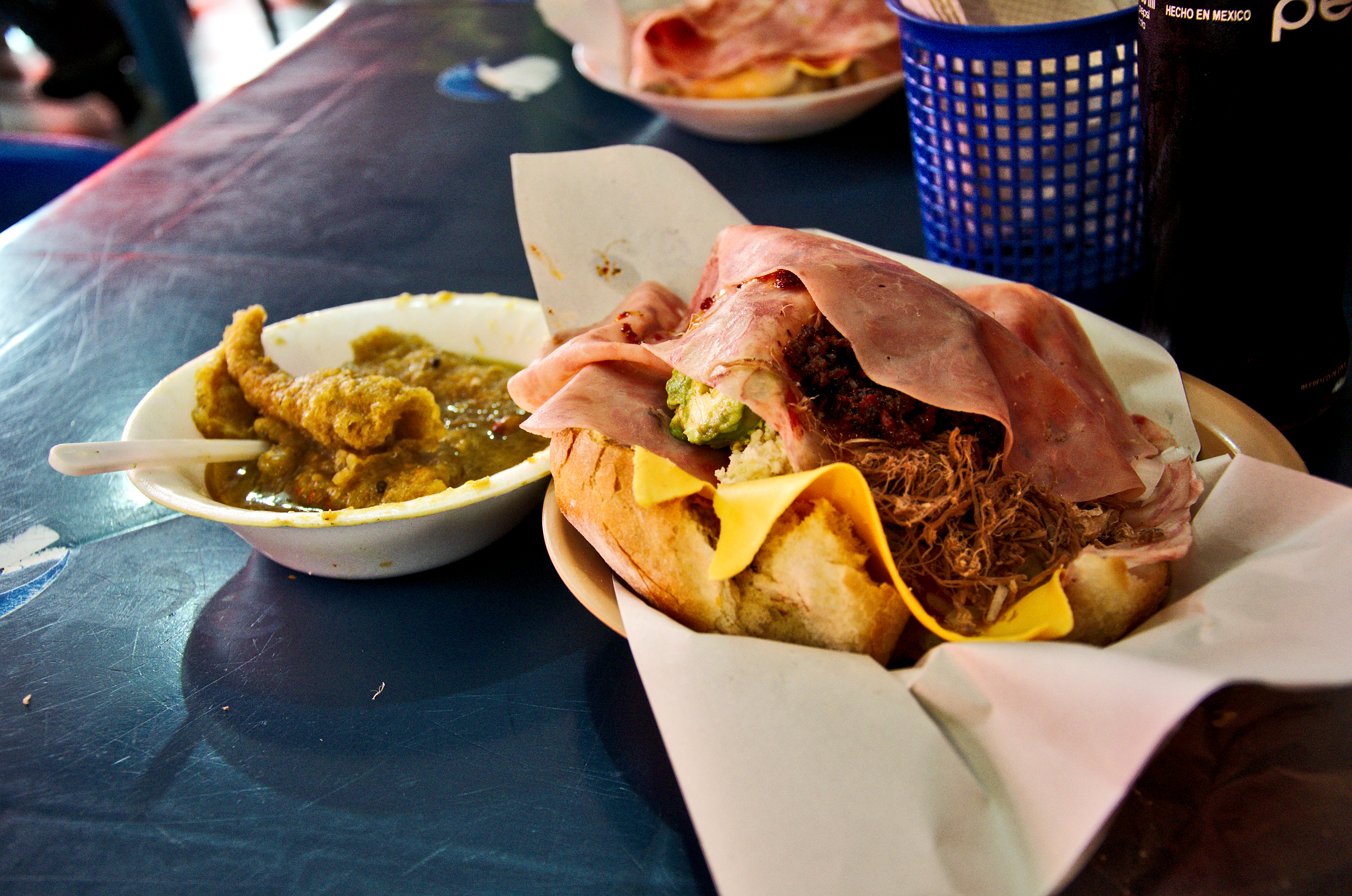
Chicharrón en salsa verde (izquierda) acompañando una torta

Chicharrón en salsa es un platillo de desayuno o comida, popular en México, compuesto de chicharrón cocinado en salsa suave, sazonado con cilantro. Es acompañado con frecuencia de frijoles refritos y tortillas de maíz. Existen dos versiones: 
- chicharrón en salsa verde y
- chicharrón en salsa roja.